# 安徽美术出版社
安徽美术出版社是一家成立于1984年10月的美术出版社，由安徽人民出版社美术编辑部扩建，隶属于时代出版传媒股份有限公司（原安徽出版集团）。ISBN代码为978-7-5398。
2009年被新闻出版署评为“全国百佳图书出版单位”之一。
。
该社2011年起与北京中少动漫合作发行日本漫画。

## 关联作品
- 《黑执事》（樞簗）